# Мухадов, Чарыяр Абдурахманович
Чарыяр Абдурахманович Мухадов (29 ноября 1969, Ашхабад, Туркменская ССР, СССР) — советский и туркменский футболист.

## Семья
Младший брат Ровшана Мухадова. Сын Сулейман Мухадов — нападающий
ФК Алтын Асыр и сборной Туркменистана.

## Биография
Начинал играть в Копетдаг из Ашхабада.
В 1989 играл в армейской команде СКА‑РШВСМ (Ташкентская область). В конце года перебрался в «Памир», где играл до конца 1991 года. В 1992 перешёл обратно в «Копетдаг», начал выступать за сборную Туркменистана.
С июля 1993 — в составе турецкого «Анкарагюджю», где выступал под руководством Валерия Непомнящего. Однако в команде не закрепился и уже в сезоне 1994 вернулся в Ашхабад.
В 1996 переехал в Россию, играл за «Ладу» (Тольятти). В середине 1997, с возобновлением чемпионата Туркменистана, вновь вернулся в «Копетдаг».
В середине сезона 1998/99 перешёл в клуб «Ниса» (Ашхабад), вместе с которым в очередной раз стал чемпионом Туркменистана.
В 2001 играл Казахстане — сначала за «Атырау», потом за «Восток-Алтын».
С 2002 снова играл в Туркменистане и снова в «Нисе». Сезон 2003 начал в «Копетдаг», забил 12 голов в 1-й части чемпионата. С 3-го круга сезона 2003 играл за «Шагадам», где забил 6 мячей.

## Статистика
| Сезон   | Клуб                         | Лига        | Чемпионат | Чемпионат |
| Сезон   | Клуб                         | Лига        | Игры      | Голы      |
| ------- | ---------------------------- | ----------- | --------- | --------- |
| 1986    | Копетдаг                     | Вторая лига | 16        | 2         |
| 1987    | Копетдаг                     | Вторая лига | 24        | 6         |
| 1988    | Копетдаг                     | Вторая лига | 17        | 10        |
| 1989    | СКА‑РШВСМ (Ташкентская обл.) | Вторая лига | 31        | 12        |
| 1989    | Памир                        | Высшая лига | 4         | 0         |
| 1990    | Памир                        | Высшая лига | 21        | 6         |
| 1991    | Памир                        | Высшая лига | 29        | 4         |
| 1992    | Копетдаг                     | Высшая лига | ?         | ?         |
| 1993    | Копетдаг                     | Высшая лига | ?         | 11        |
| 1993/94 | Анкарагюджю                  | Высшая лига | 5         | 1         |
| 1994    | Копетдаг                     | Высшая лига | ?         | ?         |
| 1995    | Копетдаг                     | Высшая лига | ?         | ?         |
| 1996    | «Лада» (Тольятти)            | Высшая лига | 22+1      | 5         |
| 1997    | «Лада» (Тольятти)            | Высшая лига | 13        | 5         |
| 1997/98 | Копетдаг                     | Высшая лига | ?         | ?         |
| 1998/99 | Копетдаг                     | Высшая лига | ?         | ?         |
| 1998/99 | Ниса (Ашхабад)               | Высшая лига | ?         | 12        |
| 2000    | Ниса (Ашхабад)               | Высшая лига | ?         | ?         |
| 2001    | Атырау                       | Высшая лига | 4         | 0         |
| 2001    | Восток-Алтын                 | Высшая лига | 15        | 1         |
| 2002    | Ниса (Ашхабад)               | Высшая лига | ?         | 12        |
| 2003    | Копетдаг                     | Высшая лига | ?         | 12        |
| 2003    | Шагадам                      | Высшая лига | ?         | 6         |

## Достижения
- Чемпион Туркменистана в составе «Копетдага» (1992—1995, 1998) и в составе Ниса в 1999.
- Лучший бомбардир сборной Туркменистана — 13 голов[1].